# Aplomya sellersi
Aplomya sellersi är en tvåvingeart som först beskrevs av Thompson 1966.  Aplomya sellersi ingår i släktet Aplomya och familjen parasitflugor. Inga underarter finns listade i Catalogue of Life.